# 배춘섭
배춘섭(Bae Choonsup, 1973년 1월 17일- )은 대한민국의 신학자이며 총신대학교의 선교학 교수이다. 한국복음주의선교학회지 편집위원이며, 한국복음주의선교신학회 학술연구위원으로 선교학자로서는 보기 드물게 성경신학과 선교학을 전공하여 학문성을 인정받은 신학자다. 다분야적 접근방법(multidisciplinary approach)의 방법론을 사용하는 종교학 및 선교학 분야의 전문가이다.

## 학력
- 루터대학교
- 총신대학교 신학대학원
- 프리토리아 대학교(Universiteit van Pretoria, Ph.D.)지도교수 헤르트 스테인(Gert J.Steyn)박사

## 경력
- 한국복음신학회
- 한국복음선교학회

## 생애
그는 루터대학교와 총신대학교 신학대학원을 졸업 후 남아프리카 공화국에서 신약학 교수인 헤르트 스테인(Gert J.Steyn)박사에게서 지도를 받았다. 당시 저자는 신약을 전공하면서 저명한 국제 저널지 Verbum et Ecclesia에서 'Ancestor worship in Korea and Africa: Socail function or religious phenomenon?'을 출판함으로 스테인 교수로부터 남다를 총애를 받으며 신약 석사(Th.M)을 전공했다. 그후 그는 신약 박사과정 중 데이빗 보쉬(D.Bosch)의 친구이자 남아공의 저명한 선교신학자인 반 더 메르베(PJ.Van der Merwe)와의 만남을 통해 조상숭배에 관한 논의가 인류학적, 종교학적, 성경신학과 신학적 관점에서 다루어져야 함을 깨닫고, 과감히 선교학으로 전과하여 다분야적 접근방법(multidisciplinary approach)의 방법론으로 논문을 저술하여 종교학 및 선교학 박사학위(Ph.D)를 받았다. 유학 당시, 그는 세계적 국제 저널지인 'Hervormde Teologiese Studies(A&HCI)에 'Ancestor Worship: Is it biblical?'의 아티클을 출판하고, 박사 논문인 'Ancestor Worship and the Challenges it poses to the Christian Mission & Ministry'을 독일출판사(German publishing house: VDM)에서 출판함으로 신진학자로서 학문성을 크게 인정 받았다.

## 같이 보기
- 총신대학교
- 대한민국의 신학자 목록
- 한국개혁주의선교신학회
- 한국복음주의선교신학회